# Heider SV
Heider SV is een voetbalvereniging uit Heide in de Duitse deelstaat Sleeswijk-Holstein. De vereniging werd opgericht in 1925. De thuiswedstrijden worden gespeeld in het stadion an der Meldorferstraße, dat plaats biedt aan 11.000 toeschouwers. In het seizoen 2008-09 speelt het eerste elftal in de Schleswig-Holstein-Liga.

## Geschiedenis
De vereniging ontstond in 1925. Een aantal reservespelers van het al bestaande VfL 05 Heide daagden het eerste elftal uit voor een wedstrijd. Toen zij die wedstrijd wonnen besloten ze als eigen vereniging verder te gaan en noemden zich het kleine HSV.
De bloeitijd van de vereniging lag in de vijftiger en het begin van de zestiger jaren van de twintigste eeuw. De ploeg kwam toen meerdere seizoenen uit in de toenmalige Oberliga Nord, op dat moment een van de vijf hoogste klassen van het Duitse voetbal. Sterspeler in die periode was Willi Gerdau, de enige international die de club ooit heeft voortgebracht. Het toeschouwersrecord van de clun stamt ook uit deze periode. Op 28 april 1957 bezochten ruim 12.000 fans de wedstrijd tegen het grote HSV.
In het seizoen 2018/19 eindigde Heider SV als 4e in de Schleswig-Holstein-Liga. Omdat NTSV Strand 08, TSB Flensburg en SV Todesfelde zich niet voor de promotiewedstrijden hadden aangemeld mocht Heider SV in hun plaats aantreden tegen Altona 93 en Bremer SV met als gevolg dat ze samen met Altona promoveerden naar de Regionalliga Nord.

## Eindklasseringen vanaf 1964
| Seizoen | Competitie                          | Niveau | Eindstand | DFB Pokal | Opmerking |
| ------- | ----------------------------------- | ------ | --------- | --------- | --- |
| 1963/64 | 1. Amateurliga Schleswig-Holstein   | III    | 3         | --        | |
| 1964/65 | 1. Amateurliga Schleswig-Holstein   | III    | 2         | --        | 3e in promotieserie B met Bremer SV, SC Union Salzgitter en SC Sperber Hamburg                                                       |
| 1965/66 | 1. Amateurliga Schleswig-Holstein   | III    | 9         | --        | |
| 1966/67 | 1. Amateurliga Schleswig-Holstein   | III    | 8         | --        | |
| 1967/68 | 1. Amateurliga Schleswig-Holstein   | III    | 2         | --        | Kampioen SV Friedrichsort ziet af van promotie                                                                                       |
| 1968/69 | Regionalliga Nord                   | II     | 16        | --        | |
| 1969/70 | Landesliga Schleswig-Holstein       | III    | 2         | --        | Kampioen SV Friedrichsort ziet af van promotie                                                                                       |
| 1970/71 | Regionalliga Nord                   | II     | 8         | --        | |
| 1971/72 | Regionalliga Nord                   | II     | 13        | --        | |
| 1972/73 | Regionalliga Nord                   | II     | 15        | --        | |
| 1973/74 | Regionalliga Nord                   | II     | 15        | --        | |
| 1974/75 | Oberliga Nord                       | III    | 16        | 1e ronde  | < Chio Waldhof 07: 0-4 |
| 1975/76 | Landesliga Schleswig-Holstein       | IV     | 9         | --        | |
| 1976/77 | Landesliga Schleswig-Holstein       | IV     | 12        | --        | |
| 1977/78 | Landesliga Schleswig-Holstein       | IV     | 9         | --        | |
| 1978/79 | Verbandsliga Schleswig-Holstein     | IV     | 3         | --        | Winnaar SHFV-Pokal |
| 1979/80 | Verbandsliga Schleswig-Holstein     | IV     | 5         | 1e ronde  | < SV Elversberg: 2-2 (2-5 n.s.) |
| 1980/81 | Verbandsliga Schleswig-Holstein     | IV     | 2         | --        | 3e in promotieserie B met SV Lurup, Wolfenbütteler SV en FT Geestemünde                                                              |
| 1981/82 | Verbandsliga Schleswig-Holstein     | IV     | 6         | --        | Winnaar SHFV-Pokal |
| 1982/83 | Verbandsliga Schleswig-Holstein     | IV     | 1         | 1e ronde  | < TSV 1860 München: 1-1 n.v. / 1-2; 4e in promotieserie A met Eintracht Braunschweig-amateurs, Blau-Weiß Lohne en Hummelsbütteler SV |
| 1983/84 | Verbandsliga Schleswig-Holstein     | IV     | 8         | --        | |
| 1984/85 | Verbandsliga Schleswig-Holstein     | IV     | 13        | --        | |
| 1985/86 | Verbandsliga Schleswig-Holstein     | IV     | 2         | --        | 4e in promotieserie B met SVG Göttingen 07, Bremer SV en Hamburger SV-amateurs                                                       |
| 1986/87 | Verbandsliga Schleswig-Holstein     | IV     | 9         | --        | |
| 1987/88 | Verbandsliga Schleswig-Holstein     | IV     | 7         | --        | |
| 1988/89 | Verbandsliga Schleswig-Holstein     | IV     | 6         | --        | |
| 1989/90 | Verbandsliga Schleswig-Holstein     | IV     | 9         | --        | |
| 1990/91 | Verbandsliga Schleswig-Holstein     | IV     | 6         | --        | |
| 1991/92 | Verbandsliga Schleswig-Holstein     | IV     | 7         | --        | |
| 1992/93 | Verbandsliga Schleswig-Holstein     | IV     | 2         | --        | 3e in promotieserie B met Preußen Hameln, FC Bremerhaven en SC Concordia Hamburg                                                     |
| 1993/94 | Verbandsliga Schleswig-Holstein     | IV     | 2         | --        | 3e in promotieserie A met Lüneburger SK, SV Wilhelmshaven en ASV Bergedorf 85                                                        |
| 1994/95 | Oberliga Hamburg/Schleswig-Holstein | IV     | 4         | --        | finale SHFV-Pokal > VfB Lübeck: ;herinvoering Regionalliga                                                                           |
| 1995/96 | Oberliga Hamburg/Schleswig-Holstein | IV     | 3         | 1e ronde  | < SC Freiburg: 1-6 |
| 1996/97 | Oberliga Hamburg/Schleswig-Holstein | IV     | 2         | --        | promotie play-off > Arminia Hannover: 0-0 uit/0-4 thuis                                                                              |
| 1997/98 | Oberliga Hamburg/Schleswig-Holstein | IV     | 9         | --        | |
| 1998/99 | Oberliga Hamburg/Schleswig-Holstein | IV     | 11        | --        | |
| 1999/00 | Oberliga Hamburg/Schleswig-Holstein | IV     | 12        | --        | |
| 2000/01 | Oberliga Hamburg/Schleswig-Holstein | IV     | 13        | --        | |
| 2001/02 | Oberliga Hamburg/Schleswig-Holstein | IV     | 10        | --        | Finale SHFV-Pokal > Holstein Kiel: 0-1                                                                                               |
| 2002/03 | Oberliga Hamburg/Schleswig-Holstein | IV     | 13        | --        | |
| 2003/04 | Oberliga Hamburg/Schleswig-Holstein | IV     | 15        | --        | |
| 2004/05 | Verbandsliga Schleswig-Holstein     | V      | 10        | --        | |
| 2005/06 | Verbandsliga Schleswig-Holstein     | V      | 8         | --        | |
| 2006/07 | Verbandsliga Schleswig-Holstein     | V      | 12        | --        | |
| 2007/08 | Verbandsliga Schleswig-Holstein     | V      | 5         | --        | |
| 2008/09 | Schleswig-Holstein Liga             | V      | 4         | --        | |
| 2009/10 | Schleswig-Holstein Liga             | V      | 10        | --        | |
| 2010/11 | Schleswig-Holstein Liga             | V      | 14        | --        | |
| 2011/12 | Schleswig-Holstein Liga             | V      | 13        | --        | |
| 2012/13 | Schleswig-Holstein Liga             | V      | 7         | --        | |
| 2013/14 | Schleswig-Holstein Liga             | V      | 10        | --        | |
| 2014/15 | Schleswig-Holstein Liga             | V      | 14        | --        | |
| 2015/16 | Schleswig-Holstein Liga             | V      | 6         | --        | |
| 2016/17 | Schleswig-Holstein Liga             | V      | 7         | --        | |
| 2017/18 | Oberliga Schleswig-Holstein         | V      | 7         | --        | |
| 2018/19 | Oberliga Schleswig-Holstein         | V      | 4         | --        | 2e in promotieserie met Altona 93 en Bremer SV                                                                                       |
| 2019/20 | Regionalliga Nord                   | IV     | 17        | --        | competitie afgebroken i.v.m. coronapandemie                                                                                          |
| 2020/21 | Regionalliga Nord                   | IV     | 10        | --        | competitie afgebroken i.v.m. coronapandemie                                                                                          |
| 2021/22 | Regionalliga Nord                   | IV     | 21        | --        | 10e Groep Noord |
| 2022/23 | Oberliga Schleswig-Holstein         | V      | 6         | --        | |
| 2023/24 | Oberliga Schleswig-Holstein         | V      | 5         | --        | |
| 2024/25 | Oberliga Schleswig-Holstein         | V      | 2         | --        | 3e in promotieserie met FSV Schöningen, Altona 93 en SV Hemelingen                                                                   |
| 2025/26 | Oberliga Schleswig-Holstein         | V      | .         |           | |